# نونی هوگروگیان
نونی هوگروگیان (ارمنی: Նոննի Հոգրոգյան؛ انگلیسی: Nonny Hogrogian؛ زادهٔ ۷ مهٔ ۱۹۳۲ - درگذشته ۹ مهٔ ۲۰۲۴) نویسنده، و نویسنده کودکان ارمنی‌تبار اهل ایالات متحده آمریکا بود. وی برنده سالانه نشان کالدکوت برای تصویرگری کتاب کودکان ایالات متحده آمریکا در سال‌های ۱۹۶۶ و ۱۹۷۲ شد.

## زندگی‌نامه
وی با نام می هوگروگیان (May Hogrogian) در ۷ مه ۱۹۳۲ در نیویورک سیتی به دنیا آمد و در سال ۱۹۵۳ از کالج هانتر فارغ‌التحصیل شد. وی در ۹ مهٔ ۲۰۲۴ در سن ۹۲ سالگی در اثر بیماری سرطان در هولیوک درگذشت.